# Kuchnia teksańska

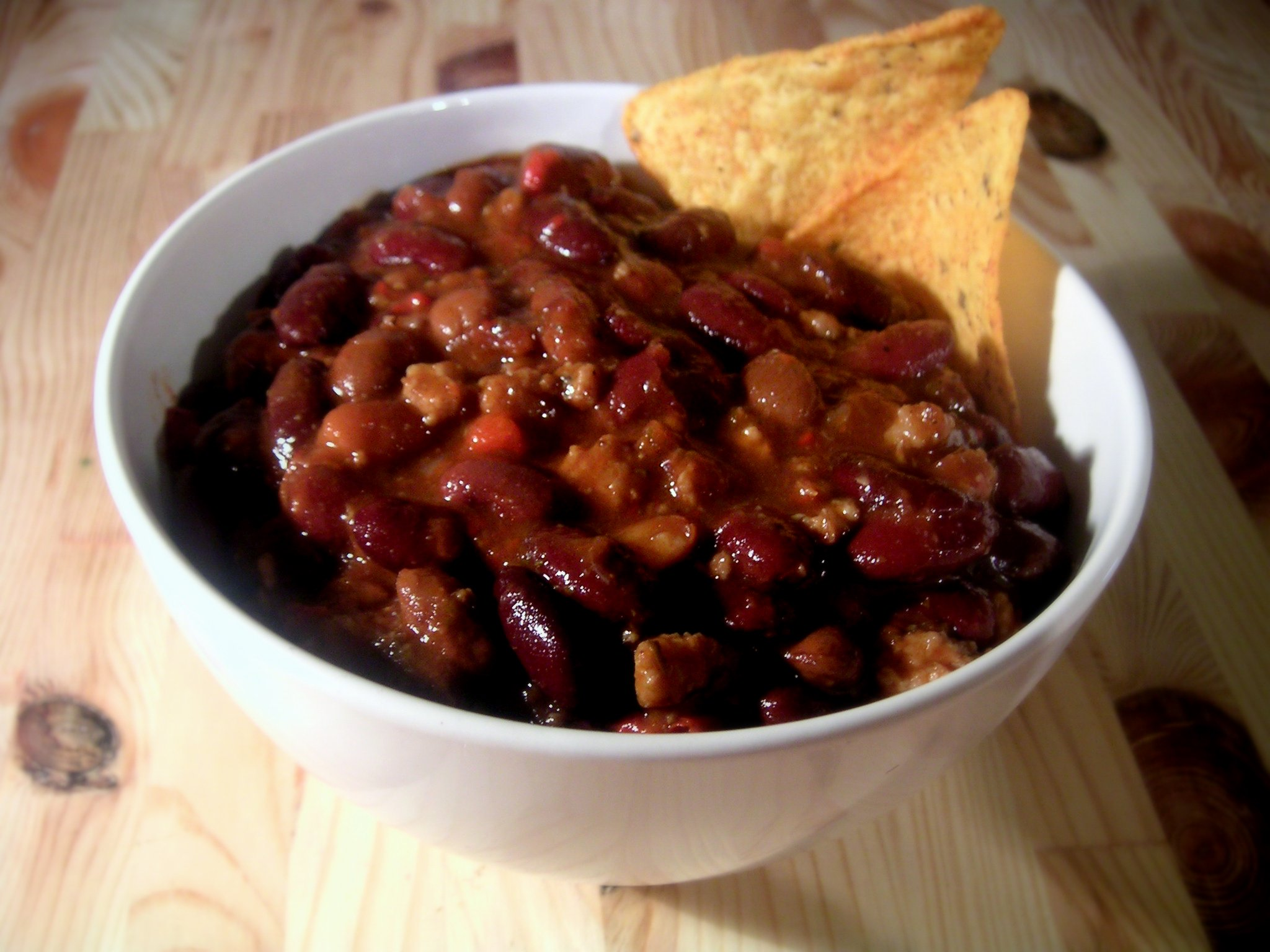
Chili con carne

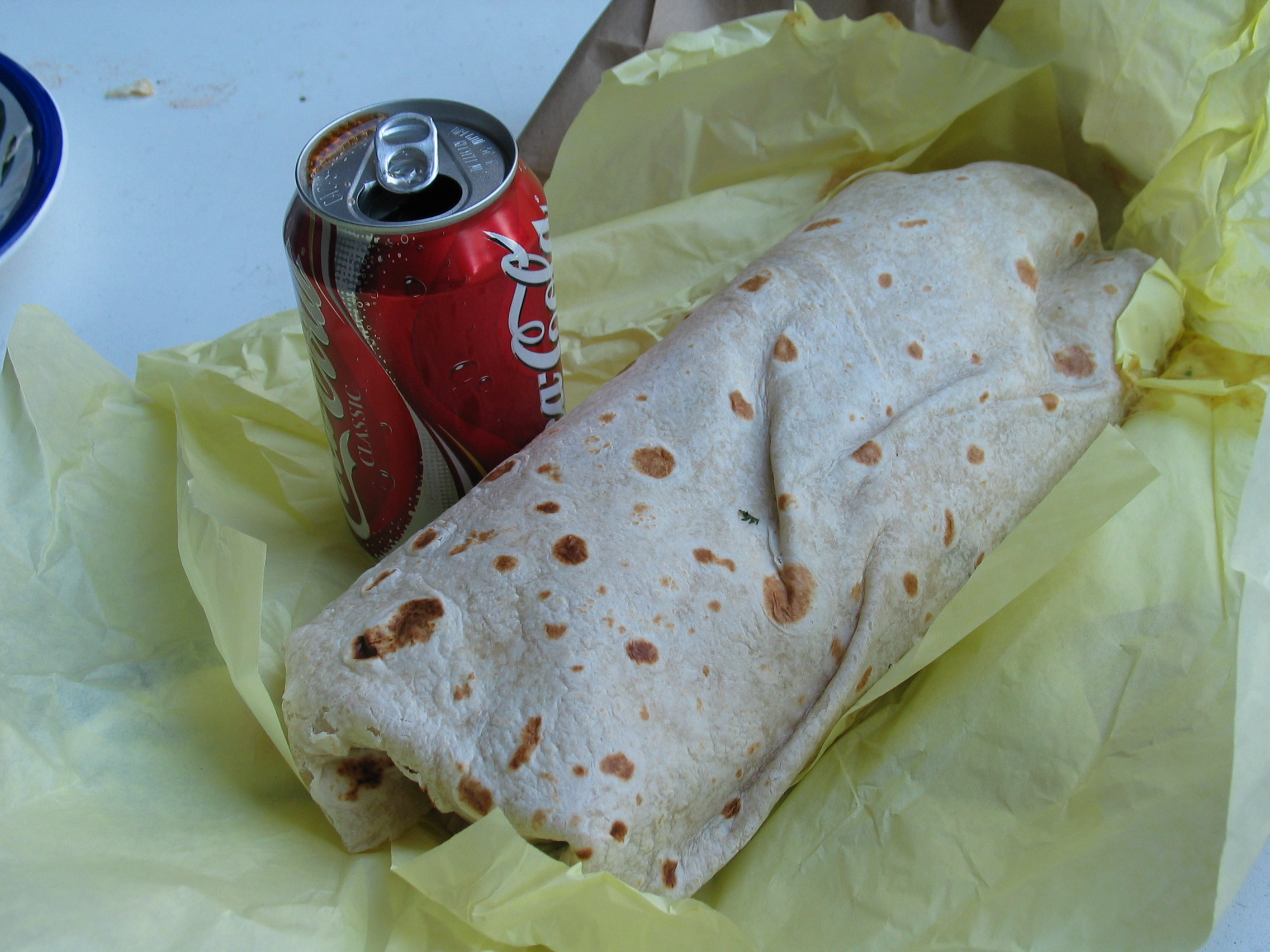
Burrito i cola

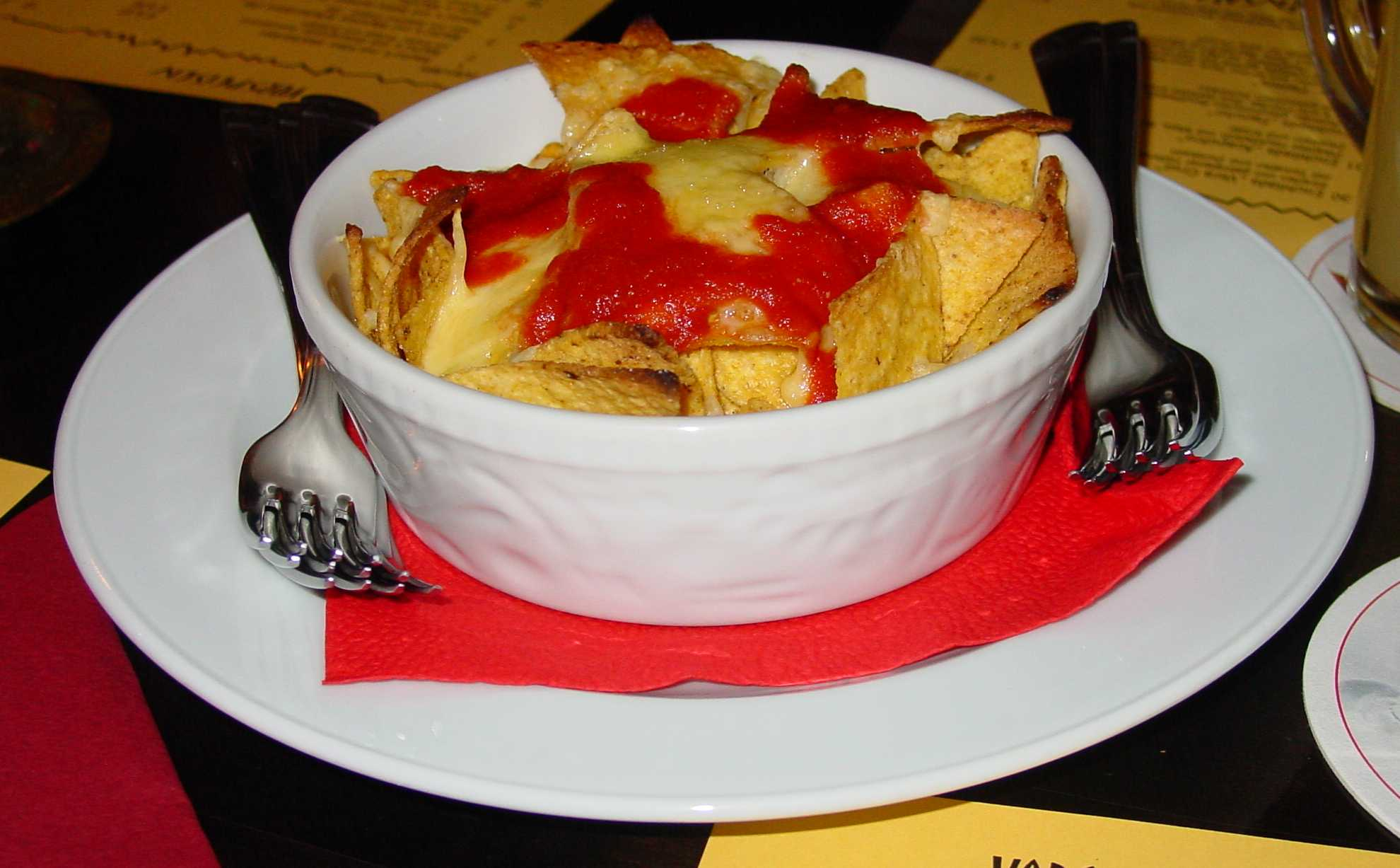
Nacho

Kuchnia teksańska (lub teksaska), lub raczej teksasko-meksykańska (Tex-Mex), powstała w wyniku fuzji kuchni meksykańskiej i amerykańskiej, szczególnie kuchni południowych stanów USA, skąd pochodziło wielu amerykańskich osadników z Teksasu.
Mięsa przygotowane na barbecue, czyli grillowane, lub też bardziej prawidłowo – wędzone na gorąco, są bardzo popularne. W odróżnieniu od barbecue z południowo-wschodnich stanów USA, które opiera się głównie na wieprzowinie, barbecue z Teksasu jest prawie wyłącznie wołowe. 
Klasycznymi elementami kuchni teksaskiej są m.in. chili con carne, stek w panierce (chicken fried steak) oraz wiele potraw takich jak tacos, burrito lub nachos, które pomimo meksykańskich korzeni są zwykle produktami amerykańskimi.
Nazwa Tex-Mex wywodzi się z XIX-wiecznej linii kolejowej Texas Mexican Railway, oznaczanej tym skrótem w ówczesnych rozkładach jazdy.